# Ples (Bistrica ob Sotli, Slovenija)
Ples je naselje u slovenskoj Općini Bistrici ob Sotli. Ples se nalazi u pokrajini Štajerskoj i statističkoj regiji Savinjskoj. 

## Stanovništvo
Prema popisu stanovništva iz 2002. godine naselje je imalo 60 stanovnika.